# 彩園邨

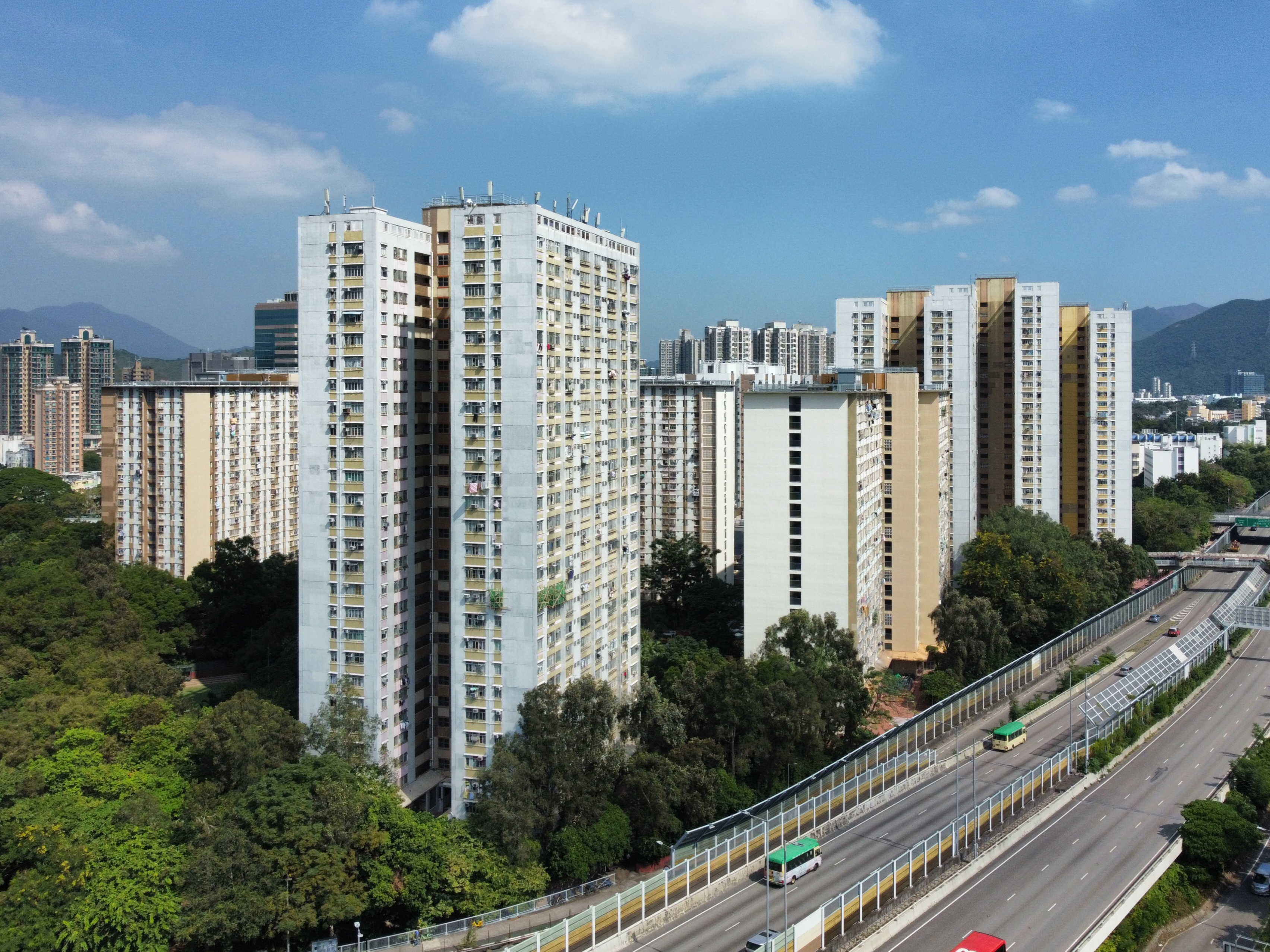
彩園邨航拍（2023年）

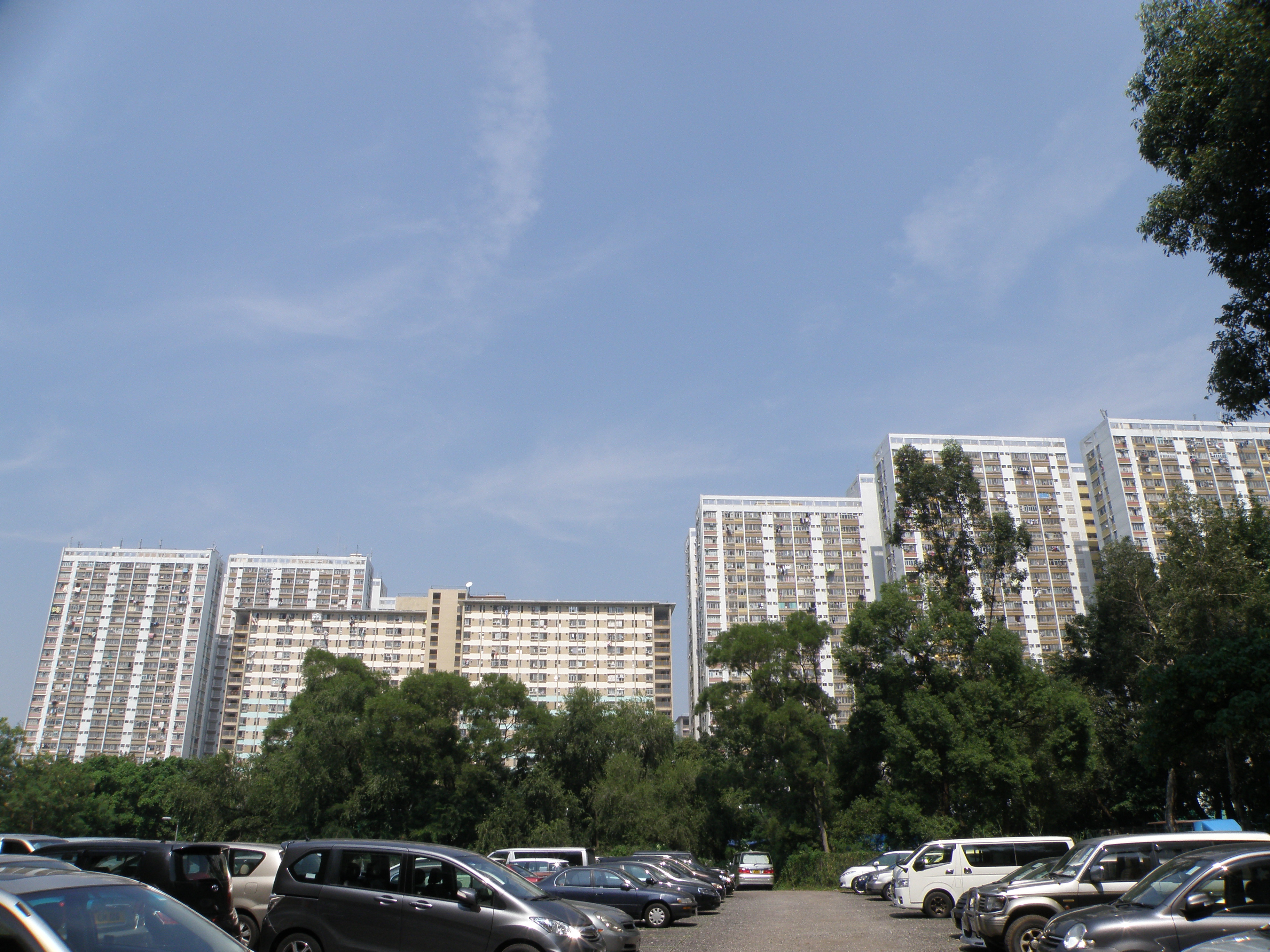
彩園邨（2015年）

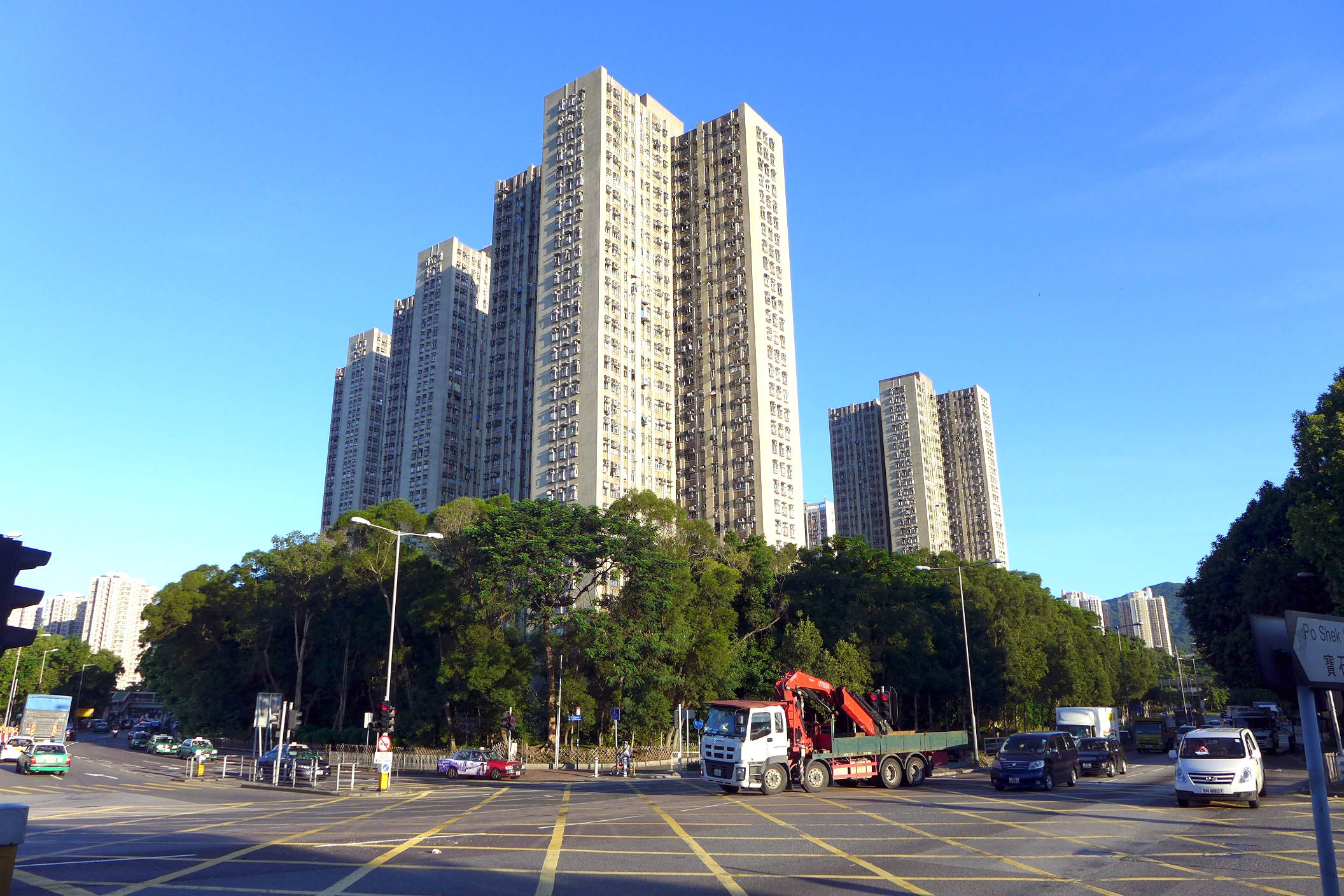
彩蒲苑（2014年）

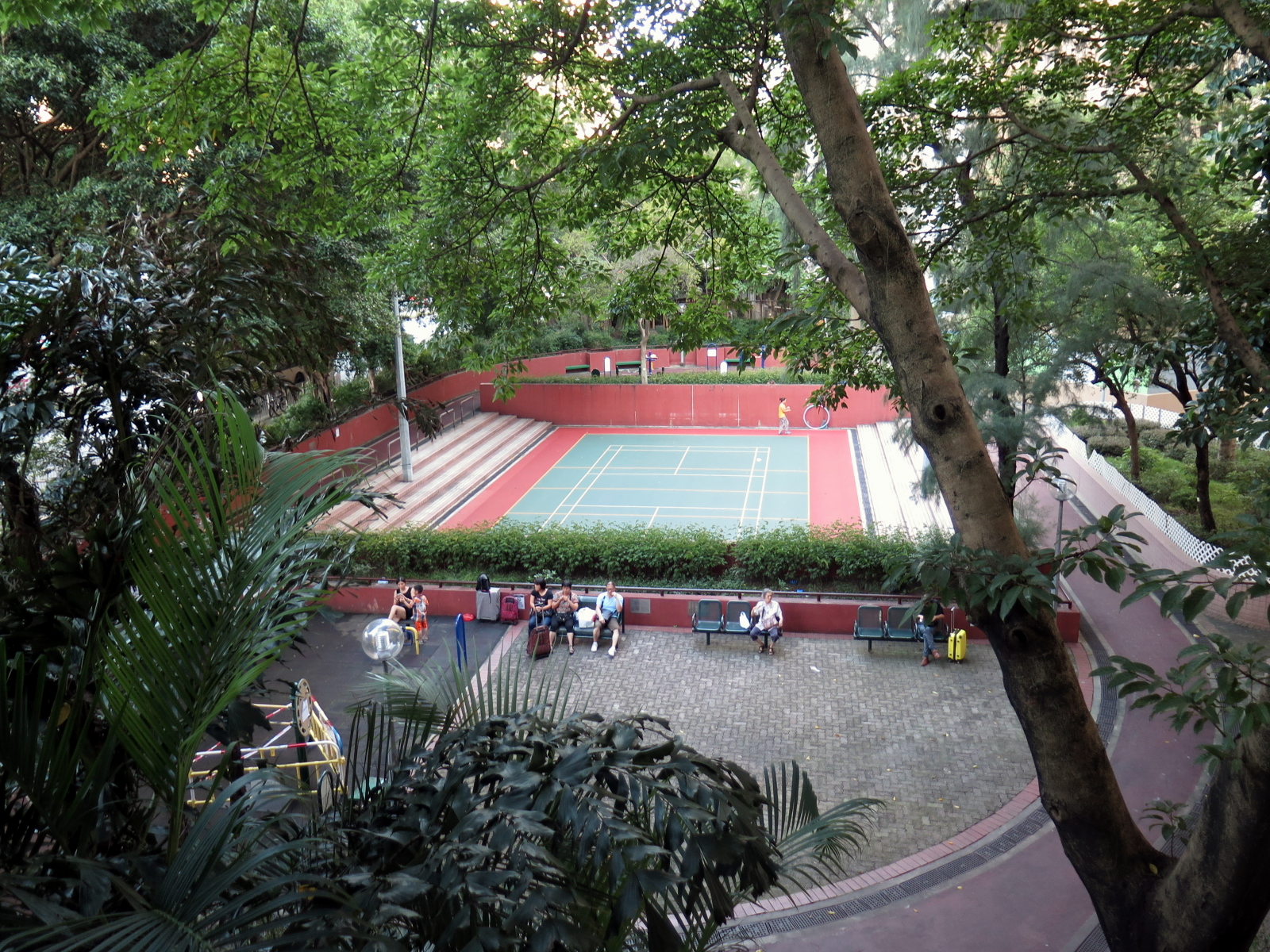
羽毛球場

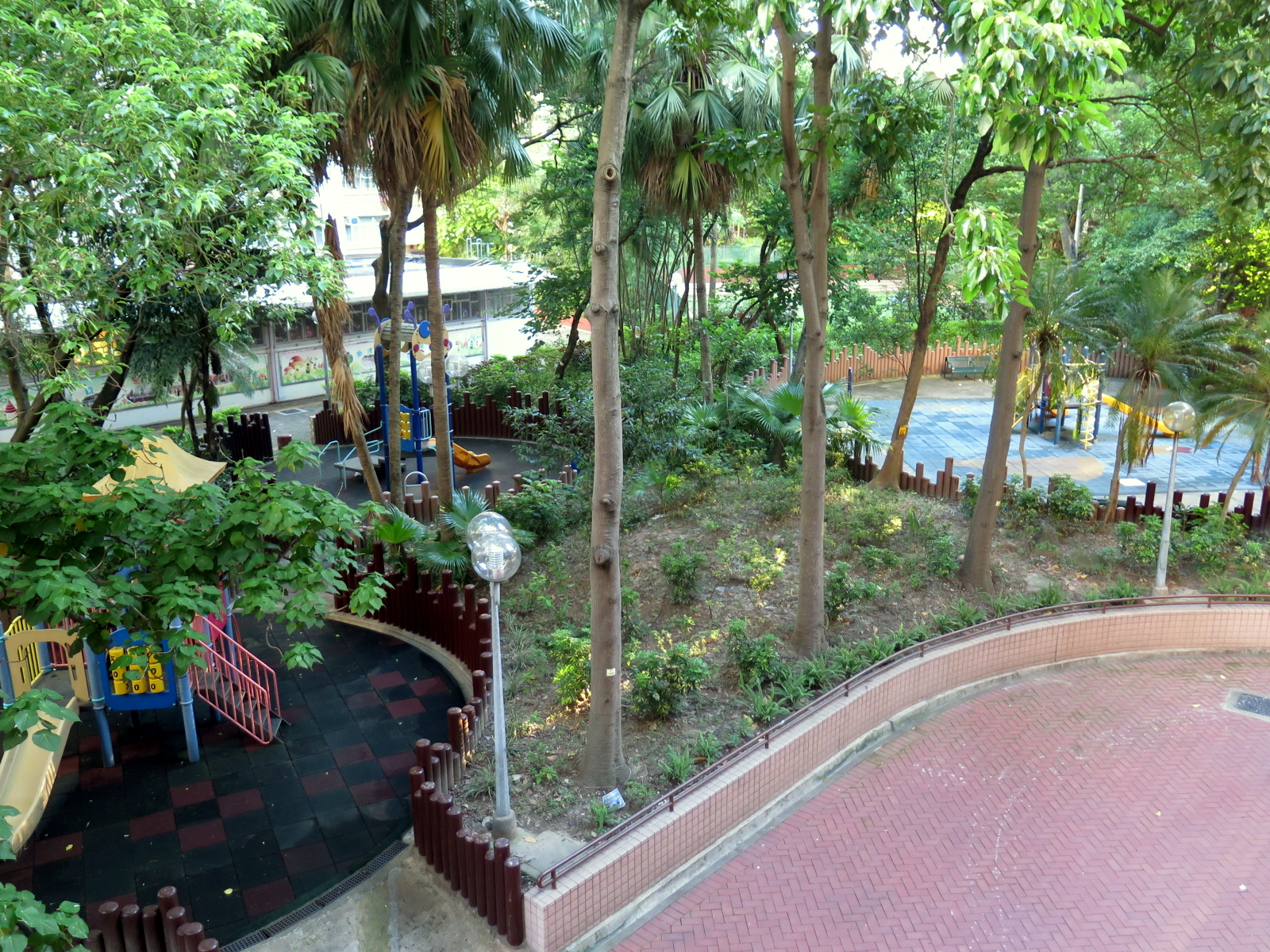
兒童遊樂場

彩園邨（英語：Choi Yuen Estate）是香港的一個公共屋邨，位於香港新界北區上水，於1982年落成。而彩蒲苑（英語：Choi Po Court）則是位於彩園邨旁邊的居者有其屋屋苑，在1984年落成，共有四座樓宇，建築設計為較罕見的風車型大廈，首次推出時售價為98,100-186,300港元。

## 歷史
今天的上水市中心在1970年代初期仍是一大片菜園，在九廣鐵路上水站以東、石湖墟以南一帶的村落又稱為「菜園村」，而上水站以南則分布有一些寮屋、工廠和養殖場，其中九廣鐵路南側的石上河沿岸（即現彩園路沿線）多為牛皮廠，現彩園廣場一帶多為豬油廠，大埔公路粉嶺段（即現粉嶺公路）旁邊為鎅木廠，新豐路（該路段現為彩園邨與彩蒲苑之間的行人路）東側為熱帶魚養殖場，新豐路以西至大頭嶺村農田之間（即現彩蒲苑位置）多為鎅木廠和廢物回收場。
1978年，政府為了開發粉嶺／上水新市鎮收回菜園村的土地，同年4月25日，三百多名藍帽子及房屋署寮仔部（寮屋管制小組）人員前往清拆菜園村木屋時與數百村民衝突，過程中警方共兩次使用催淚彈，最後4男3女在混亂中被捕，菜園村即日被夷為平地。及後，政府答允受影響寮屋居民，可遷往沙田禾輋邨。而香港房屋委員會則在上水站以南、新豐路以東動工興建公共屋邨，初期定名為「石湖墟邨」，後來改取「菜園」之諧音「彩園」將新屋邨定名為「彩園邨」，成為該新市鎮首個公共屋邨。同期，原彩園邨東側開始興建旭蒲苑。1982年4月，彩園邨第一期四幢落成入伙。1985年，彩園邨西側的新建居屋屋苑彩蒲苑亦陸續入伙。然而由於上水市中心（即現今上水廣場一帶的購物商場）在當時尚未發展，彩園邨及彩蒲苑居民早期的日常消費都集中在石湖墟進行。

## 屋邨資料

### 樓宇

#### 彩園邨
| 樓宇名稱                    | 樓宇類型                               | 落成年份 | 樓宇層數 （住宅層數） | 每層伙數                                           | 每座單位總數（伙） | 建築師       | 承建商   | 提供升降機的廠商 (更換前) | 提供升降機的廠商 (更換後) | 期數 |
| --------------------------- | -------------------------------------- | -------- | --------------------- | -------------------------------------------------- | ------------------ | ------------ | -------- | ------------------------- | ------------------------- | ---- |
| 彩玉樓 （第1座） （英語：Choi Yuk House） | 舊長型 （中央走廊式，連接F，特別設計） | 1982年   | 19（2-19）            | 17（3樓） 47（其餘樓層）                           | 816                | 房屋署建築師 | 均利建築 | 英國通用電器-快而安       | 迅達                      | 1    |
| 彩屏樓（第2座） （英語：Choi Ping House）  | 舊長型 （中央走廊式，連接I）           | 1982年   | 19（2-19）            | 30（2樓） 20（3樓） 40（其餘樓層）                 | 690                | 房屋署建築師 | 均利建築 | 英國通用電器-快而安       | 迅達                      | 1    |
| 彩麗樓（第3座） （英語：Choi Lai House）  | 舊長型 （中央走廊式，連接I）           | 1982年   | 19（2-19）            | 40                                                 | 720                | 房屋署建築師 | 均利建築 | 英國通用電器-快而安       | 迅達                      | 1    |
| 彩珠樓（第4座） （英語：Choi Chu House）  | 舊長型 （中央走廊式，連接C）           | 1982年   | 19（2-19）            | 30（2樓） 19（3樓） 40（其餘樓層） 不設單位（4樓） | 649                | 房屋署建築師 | 均利建築 | 英國通用電器-快而安       | 迅達                      | 1    |
| 彩湖樓（第5座） （英語：Choi Wu House）  | 三連座工字型 （第二代設計）            | 1982年   | 28（2-28）            | 14（27-28樓） 43（3樓） 44（其餘樓層）             | 1125               | 房屋署建築師 | 合和建築 | 英國通用電器-快而安       | 迅達                      | 2    |
| 彩華樓（第6座） （英語：Choi Wah House）  | 三連座工字型 （第二代設計）            | 1982年   | 28（2-28）            | 21（2樓） 20（3樓） 14（27-28樓） 44（其餘樓層）   | 1079               | 房屋署建築師 | 合和建築 | 快高靈                    | 迅達                      | 2    |

以粗體字標注的樓宇與商場通道連接，升降機主大堂設於三樓，並非設於地下。

#### 彩蒲苑
| 樓宇名稱（座號） | 樓宇類型 | 落成年份 | 層數 | 每層伙數 | 單位數目（伙） | 建築師       | 承建商   | 提供升降機的廠商  |
| ---------------- | -------- | -------- | ---- | -------- | -------------- | ------------ | -------- | ----------------- |
| 彩瑩閣（A座）    | 風車型   | 1984年   | 31   | 16       | 496            | 房屋署建築師 | 均利建築 | 英國通用電氣-捷運 |
| 彩晶閣（B座）    | 風車型   | 1984年   | 33   | 16       | 528            | 房屋署建築師 | 均利建築 | 英國通用電氣-捷運 |
| 彩碧閣（C座）    | 風車型   | 1984年   | 35   | 16       | 560            | 房屋署建築師 | 均利建築 | 英國通用電氣-捷運 |
| 彩顏閣（D座）    | 風車型   | 1985年   | 33   | 16       | 528            | 房屋署建築師 | 均利建築 | 英國通用電氣-捷運 |

### 設施

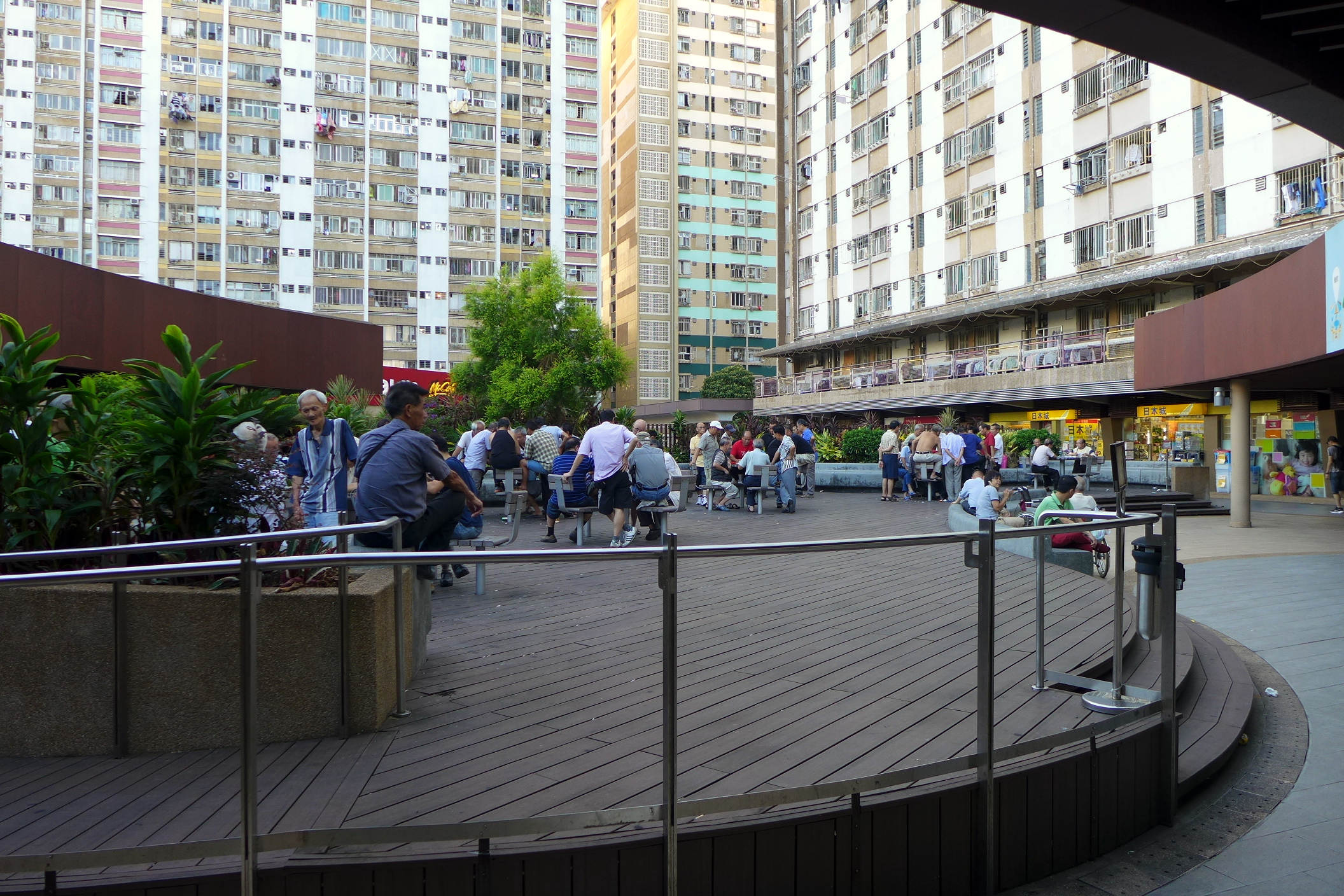
彩園廣場平台休憩空間

#### 彩園廣場
彩園廣場前身為彩園商場，於2011年4月1日完成翻新改造工程後更改為現名，位於彩園邨三樓平台（上層）、彩園巴士總站（下層）北面，商場東北面有行人天橋連接港鐵上水站；東南角有行人天橋連接百和路，南面亦有天橋橫跨粉嶺公路連接太平邨。原為房屋署購物商場，現為領展旗下10大商場、香港東鐵線及東北區最大的商場。北部都會區於2021年成立，商場也是該區最大的公共屋邨商場。
商場原為傳統公共屋邨商場設計，只有三樓和四樓兩層，三樓為商場主體，東南角前身是美食坊，四樓為彩城皇宮酒樓。2011年4月，商場完成翻新工程後更名為「彩園廣場」，並擴建至三層，分別有地下、三樓和四樓，其中商場地下前身為彩園街市，內有菜市場、水族館、書報攤、維修水電店舖、維修工具店舖、裁縫店、紙品舖、小食店和花店，直至2010年7月停止營運，經翻新後併入彩園廣場成為其地下，而街市原來的書報攤、維修水電店舖、維修工具店舖、裁縫店、紙品舖和花店則獲重新安置於商場地下的乾貨市場。改建工程完成後，第一間在商場地下開業的店舖是百佳超級廣場，於2011年4月29日開業。（已於2018年搬遷）。
商場翻新後引入化妝品、運動服裝、家電用品等中高端消費品牌店。由於彩園廣場毗鄰港鐵上水站，並以有蓋行人天橋連接，彩園廣場成功吸引大量內地遊客於商場購物，但同時也吸引了部份水貨客從彩園廣場的商鋪進貨，並在彩園邨的範圍內聚集和整理貨物，導致屋邨環境衛生變差，引起部份居民不滿。
彩園廣場樓高三層，目前地下主要商戶有：
- 惠康超級廣場
- 北京同仁堂
- 鴻福堂自家湯涼茶坊
- 零食皇
- 榮華餅家
- 紅磡冰室
- 批&撻專門店
- Mee...lemongrass 馬來喇沙海南雞飯專門店

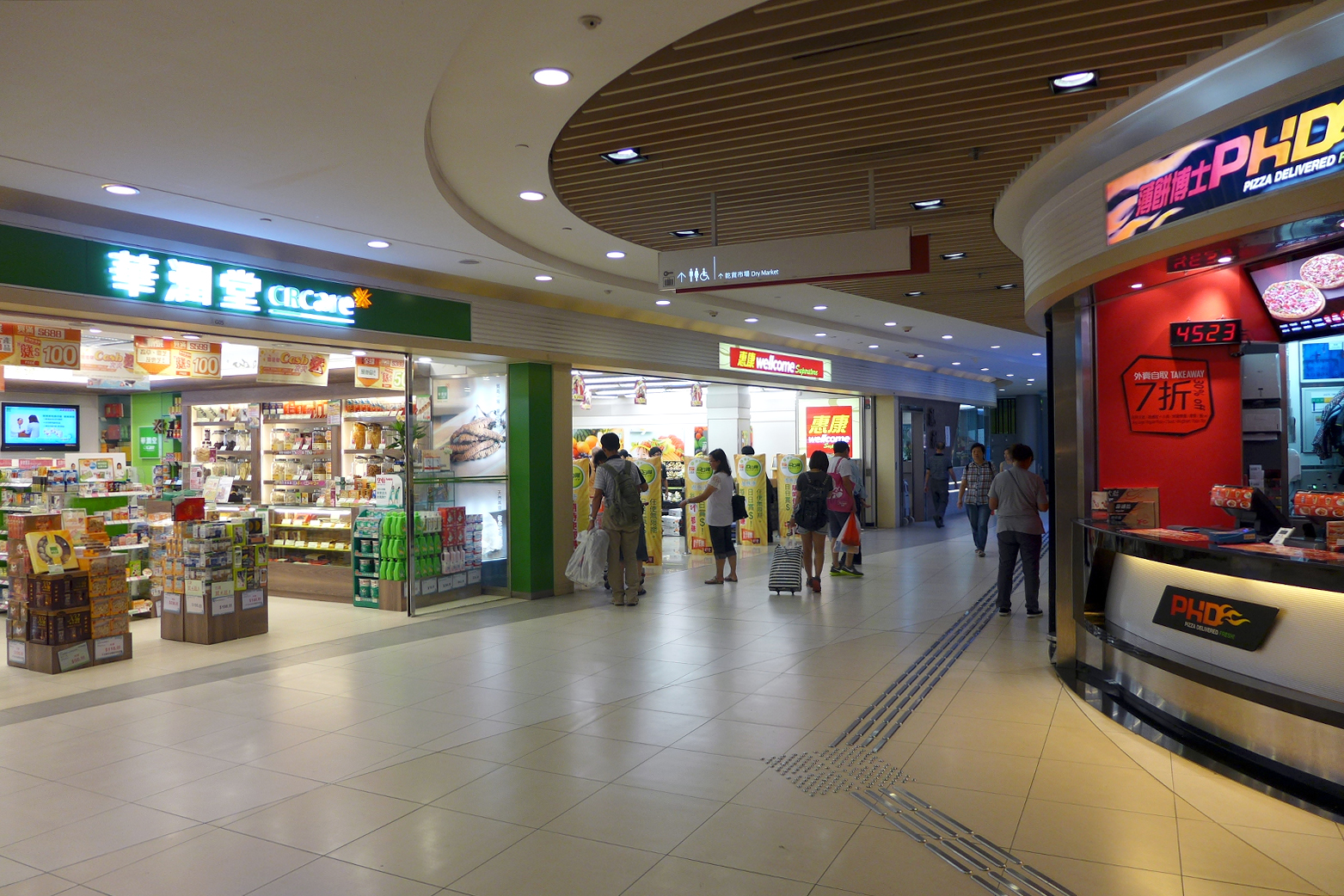
地下商店
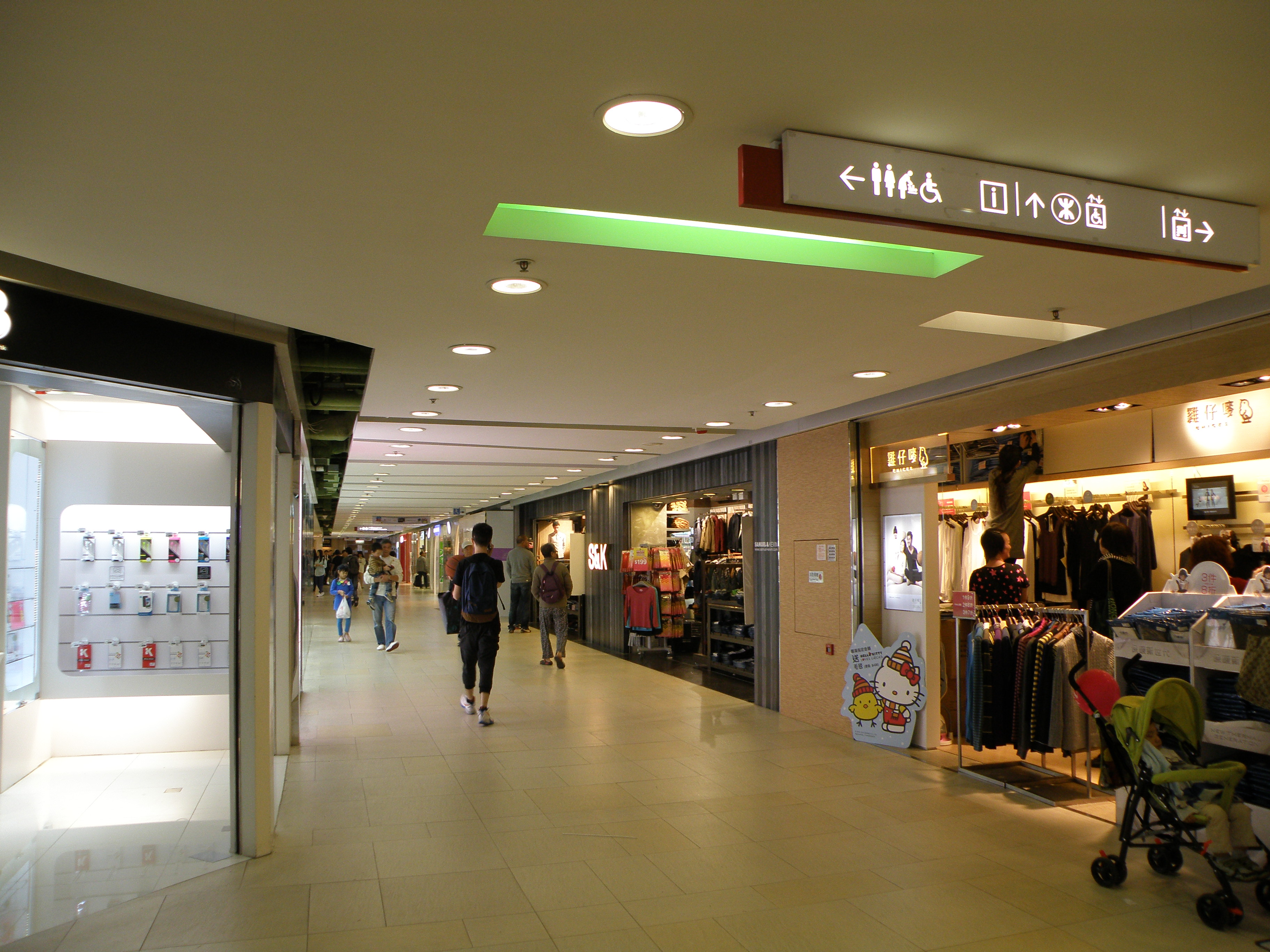
3樓商店
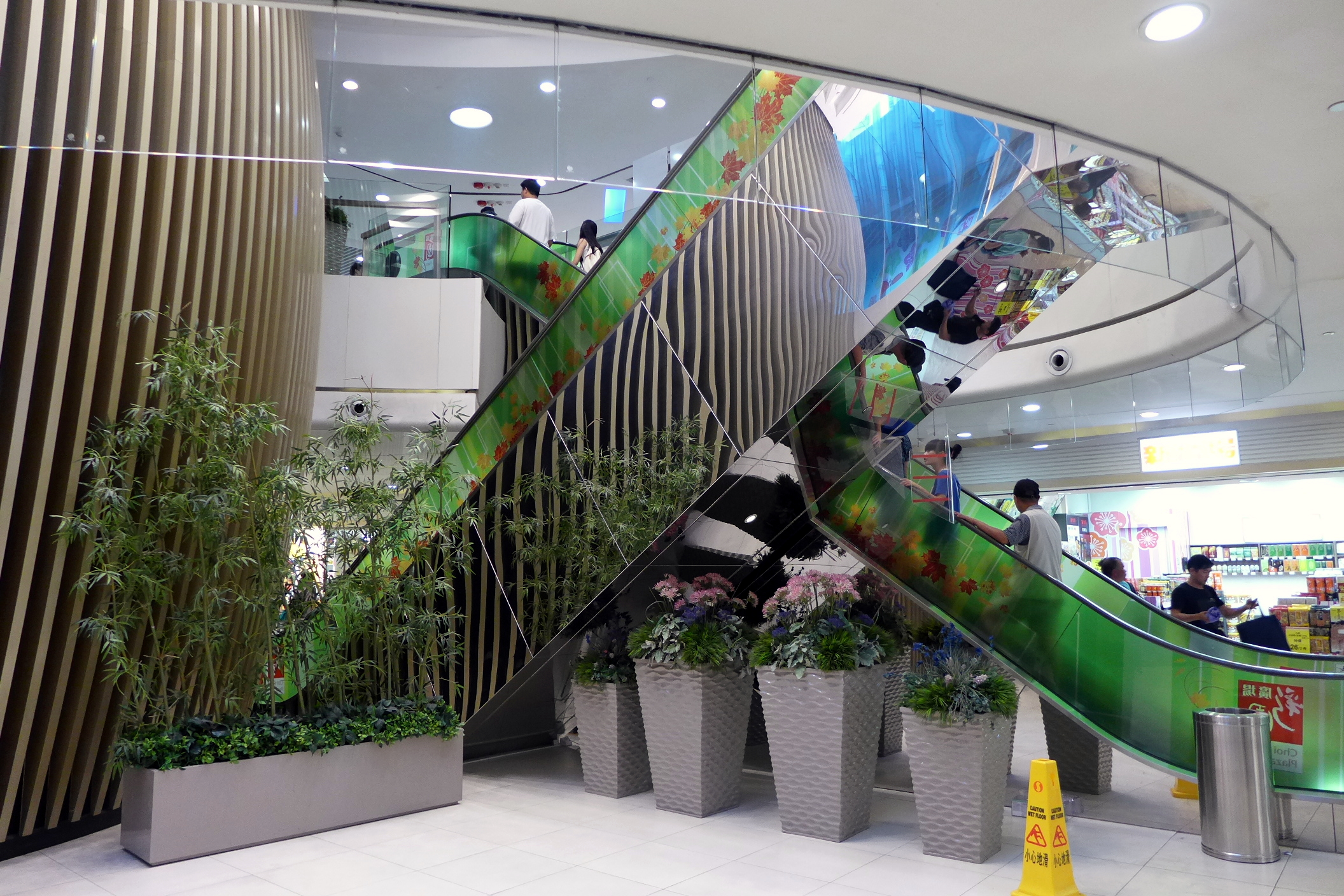
彩園廣場中庭
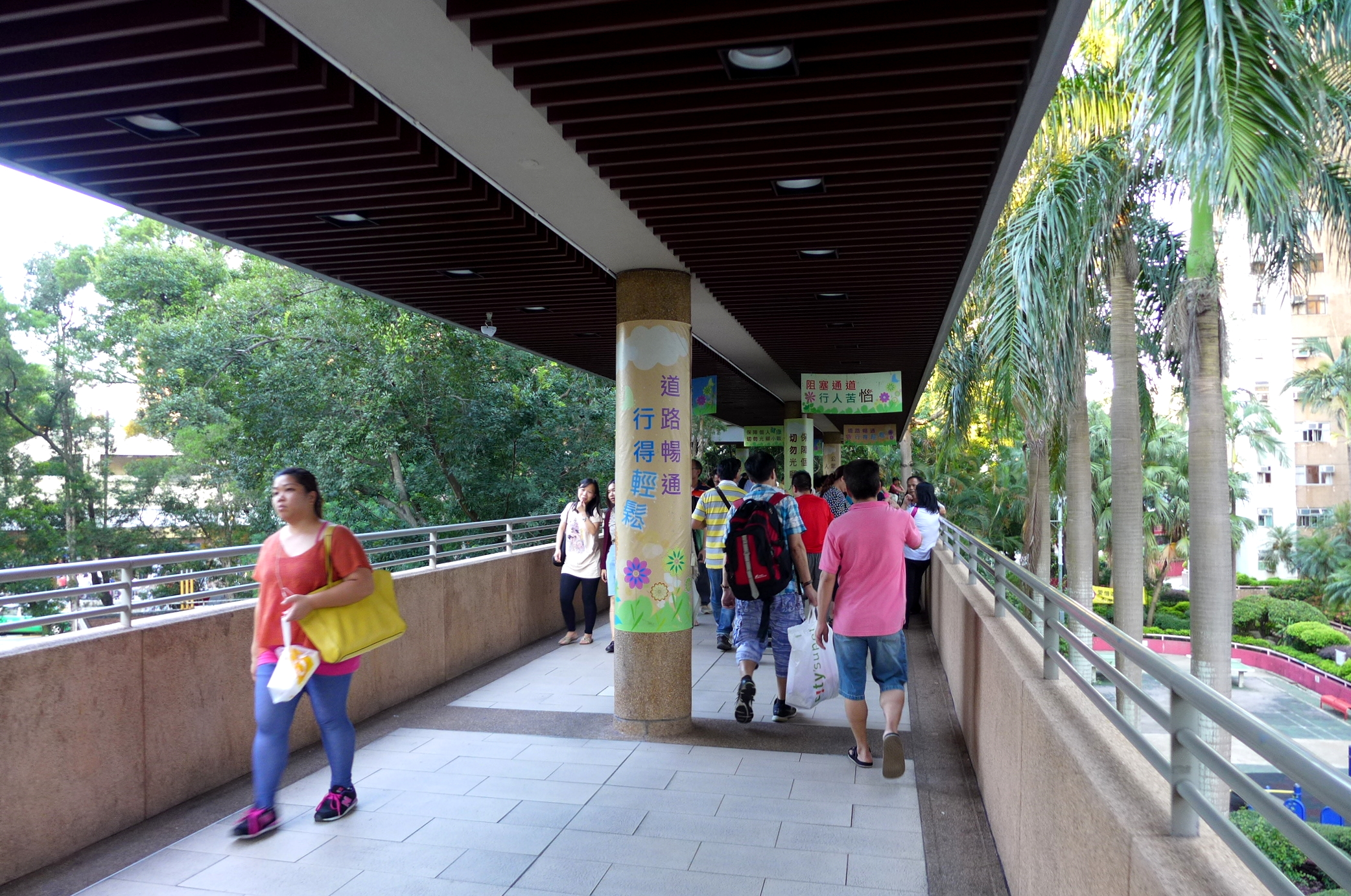
往上水站的行人通道十分狹窄

- 天上野開心廚房
- 譽小館
- PHD薄餅博士
- 包餃店
- 太和粉麵
- 家品屋
- 順豐速運

目前彩園廣場三樓的主要商戶有：
- Starbuck
- 元氣壽司
- OK便利店
- 7-eleven
- 爭鮮
- 傳奇烘焙
- MINISO
- Dr.Kong
- Chateraise
- 億世家
- EG
- 允記
- Grand
- 雞仔嘜
- 優品360
- 屈臣氏
- 萬寧
- 中國銀行
- 位元堂
- 有三間衣服店
- 千年史文具店
- 天德燕窩禮品店
- 名店專業眼鏡
- 啟泰
- 綠盈坊有機店
- 纜車餐廳
- 美康
- 麥當勞
- 大家樂
- stay hungry
- 尚品

目前彩園廣場四樓主要商戶有：
- 龍宴酒家
- 漢和韓國料理

已結業的主要商戶有：
- 百佳超級廣場
- 日出茶太飲料專門店
- 新台場食品專門店
- 三興麵包餅店
- 鳳凰粉麵茶餐廳
- 大昌食品專門店
- 海天堂專門店
- 榮華蔘茸中西藥房
- 小豆島日本料理
- 九份·十分
- 莎莎
- 優之良品
- 一粥麵
- 大快活
- 遵理學校
- 麗都讌客酒家
- 大越 & 自助燒

- 地下商店
- 3樓商店
- 彩園廣場中庭
- 往上水站的行人通道十分狹窄

### 其他設施
彩園邨其他設施有兒童遊樂場、羽毛球場、停車場、四所幼稚園和兩間社區中心。其中佛教沈東福幼稚園位於彩湖樓下。

## 教育設施

### 幼稚園
- 佛教沈東福幼稚園（页面存档备份，存于）（1982年創辦）（位於彩園邨彩湖樓地下）
- 上水禮賢會幼稚園（页面存档备份，存于）（1983年創辦）（位於彩園邨彩華樓地下101-107及109-111號）
- 仁濟醫院永隆幼稚園（页面存档备份，存于）（1984年創辦）（位於彩園邨彩玉樓地下107-120,122及124室）
- 神召會華人同工聯會彩蒲幼稚園（页面存档备份，存于）（1985年創辦）（位於彩蒲苑停車場大廈地下）

### 小學
- 香海正覺蓮社佛教陳式宏學校（页面存档备份，存于）（1982年創辦）（位於旭埔苑商湖閣南面；將於2027年遷入古洞北新發展區）

### 中學
- 香港道教聯合會鄧顯紀念中學（1982年創辦）（位於旭埔苑商湖閣東南方）
- 東華三院甲寅年總理中學（1982年創辦）（位於旭埔苑商湖閣東南方）

### 已遷出學校
- 上水惠州公立學校上午校及下午校（創辦於1956年，於1984年從馬會道舊址遷往上水彩園邨，具體位置爲掃管埔路迴旋處西北方，後於2008年合併上下午校並遷往天平路新校舍）
- 東華三院馬錦燦紀念小學（页面存档备份，存于）（創辦於1988年，原爲東華三院港九電器商聯會小學下午校，後於2008年遷往上水彩園邨上水惠州公立學校舊址並改爲現名，再於2017年9月遷往近清河邨新校舍）

## 屋邨範圍
香港早中期的公共房屋規劃多以公共屋邨為核心，居屋屋苑一般從屬該區主要屋邨。彩蒲苑和百和路兩側的旭埔苑在規劃和建設時都是作為「彩園」區域的一部份而進行，故此大部份靠近兩個居屋屋苑的社區設施也屬於彩園邨，而彩園邨的實際範圍是從寶石湖路向東南延伸至掃管埔路迴旋處，以粉嶺公路、彩園路及東鐵線為南北界。
彩蒲苑內的行人通道和消防通道屬於居屋屋苑範圍，然而由屋苑四座樓宇包圍在中間的彩蒲苑停車場大樓、彩園劇場及活動空地都是由彩園邨負責管理；在旭埔苑東面的四所學校儘管與彩園邨主建築群有一定距離，但仍然屬於彩園邨的一部份，地址皆為「上水彩園邨」；而在東華三院馬錦燦紀念小學東南方、靠近掃管埔路迴旋處的兒童遊樂設施也是屋邨設施之一，由彩園邨直接管理，但由於位置偏僻，而且必須通過小學校園才能到達，屋邨居民大部份都不知道該處遊樂設施的存在，使用率極低。

## 外部連結
- 房屋署彩園邨資料（页面存档备份，存于）
- 房屋署彩蒲苑資料（页面存档备份，存于）